# Lisa Emery
Lisa Emery (* 29. Januar 1952 in Pittsburgh) ist eine US-amerikanische Theater-, Film- und Fernsehschauspielerin.

## Leben
Emery wurde als Tochter einer Schauspielerin aus Charlottesville und eines Werbefachmanns geboren. Sie besuchte das Hollins College, wo sie Malerei studieren wollte, interessierte sich dann aber eher für Schauspielunterricht. Nach ihrem Abschluss studierte sie ein Jahr lang an der Circle in the Square Theatre School und begann dann zu spielen. Bald zog Emery mit ihrem langjährigen Freund nach New York.
Nach ihrer Trennung schrieb sie sich für das zweijährige Programm des Circle in the Square ein. Seit 1982 wohnt sie im East Village.
Emery war mit dem Schauspieler Josh Pais verheiratet; ihr Sohn Zane spielte zusammen mit seiner Mutter in Margot at the Wedding.

## Karriere
Emerys Theatererfolge beinhalten The Matchmaker, Dinner with Friends (1999), What the Butler Saw (2000), The Prime of Miss Jean Brodie (2006), Talley & Son, Burn This (1987), Rumors, Present Laughter, The Women (2001), Marvin's Room (1991), Abigail's Party (2005), und Relatively Speaking (2011). Sie wurde drei Mal für den Drama Desk Award for Outstanding Featured Actress in a Play nominiert.
Emerys filmische Laufbahn umfasst A Map of the World, Unfaithful, The Night Listener und Margot at the Wedding. Im Fernsehen hatte sie Rollen in Ed, Law & Order, Law & Order: Special Victims Unit, Law & Order: Criminal Intent, Third Watch, Fringe – Grenzfälle des FBI, Damages – Im Netz der Macht, Marvel’s Jessica Jones und Ozark.

## Filmografie (Auswahl)
- 1991–2009: Law & Order (Fernsehserie, 5 Folgen)
- 1998: Sex and the City (Fernsehserie, 1 Folge)
- 2005: Third Watch – Einsatz am Limit (Third Watch, Fernsehserie, 1 Folge)
- 2005: Law & Order: Trial by Jury (Fernsehserie, 1 Folge)
- 2007: Damages – Im Netz der Macht (Damages, Fernsehserie, 1 Folge)
- 2008: Criminal Intent – Verbrechen im Visier (Law & Order: Criminal Intent, Fernsehserie, 1 Folge)
- 2008: Fringe – Grenzfälle des FBI (Fringe, Fernsehserie, 1 Folge)
- 2011: Louie (Fernsehserie, 2 Folgen)
- 2014: Nordlicht – Mörder ohne Reue (Den som dræber, Fernsehreihe, 1 Folge)
- 2015: Elementary (Fernsehserie, 1 Folge)
- 2015: Marvel’s Jessica Jones (Fernsehserie, 4 Folgen)
- 2017–2022: Ozark (Fernsehserie, 30 Folgen)
- 2018: The Sinner (Fernsehserie, 1 Folge)
- 2019: Madam Secretary (Fernsehserie, 1 Folge)
- 2019: Blindspot (Fernsehserie, 1 Folge)
- 2021: Catch the Fair One – Von der Beute zum Raubtier (Catch the Fair One)
- 2023: This Closenesser
- seit 2023: The Walking Dead: Dead City (Fernsehserie)

## Auszeichnungen und Nominierungen
Emery erhielt: PlaybillVault
- Drama Desk Award 2011, Outstanding Featured Actress in a Play	– The Collection & A Kind of Alaska (Nominierung)
- Drama Desk Award 2006, Outstanding Featured Actress in a Play – Abigail's Party (Nominierung)
- Drama Desk Award 1992, Outstanding Featured Actress in a Play – Marvin's Room (Nominierung)
- Lucille Lortel Award 2009, Outstanding Featured Actress – Distracted (Nominierung)
- Lucille Lortel Award 2006, Outstanding Featured Actress – Abigail's Party (Nominierung)
- Lucille Lortel Award 2004, Outstanding Lead Actress – Iron (Nominierung)
- Obie Awards 2003–2004, Outstanding Performance – Iron (Auszeichnung)[5][6]